# ستيفن غراي (عالم)
ستيفن غراي (بالإنجليزية: Stephen Gray)‏ (ديسمبر 1666 - 7 فبراير 1736) هو صباغ وعالِم فلك هاوي وصاحب أول تجربة منهجية في المقاومية.